# ヘルメット (オートバイ)
ヘルメットはオートバイやそれに準ずる乗り物において、乗車中の転倒や事故の際に乗員の頭部を保護する身体装備のひとつである。オートバイ乗車中の事故における死因は頭部外傷によるものが最多であり、そのため頭部外傷を防止・軽減するものとしてヘルメットの装着が推奨ないし義務とされている。

## 起源
19世紀後半にオートバイが発明され、20世紀初頭から使用が始まったが、ヘルメットを着用するという習慣は長らく無く、事故に対する研究もされてこなかった。しかし、アラビアのロレンスで知られるトーマス・エドワード・ロレンスがオートバイ乗車中に事故に遭い頭部外傷により死亡したことから、治療チームの一員であった外科医のヒュー・ケアンズはオートバイ乗車中の事故による負傷の研究を始め、ヘルメットを使用することが死者数を大幅に減らすという結論を得た。これがヘルメットの有効性を示す最初期の研究である。その後、世界各国でオートバイが普及する中で死亡事故の増加が問題視され、各国で規格化・義務化されるようになった。

## 形状による違い

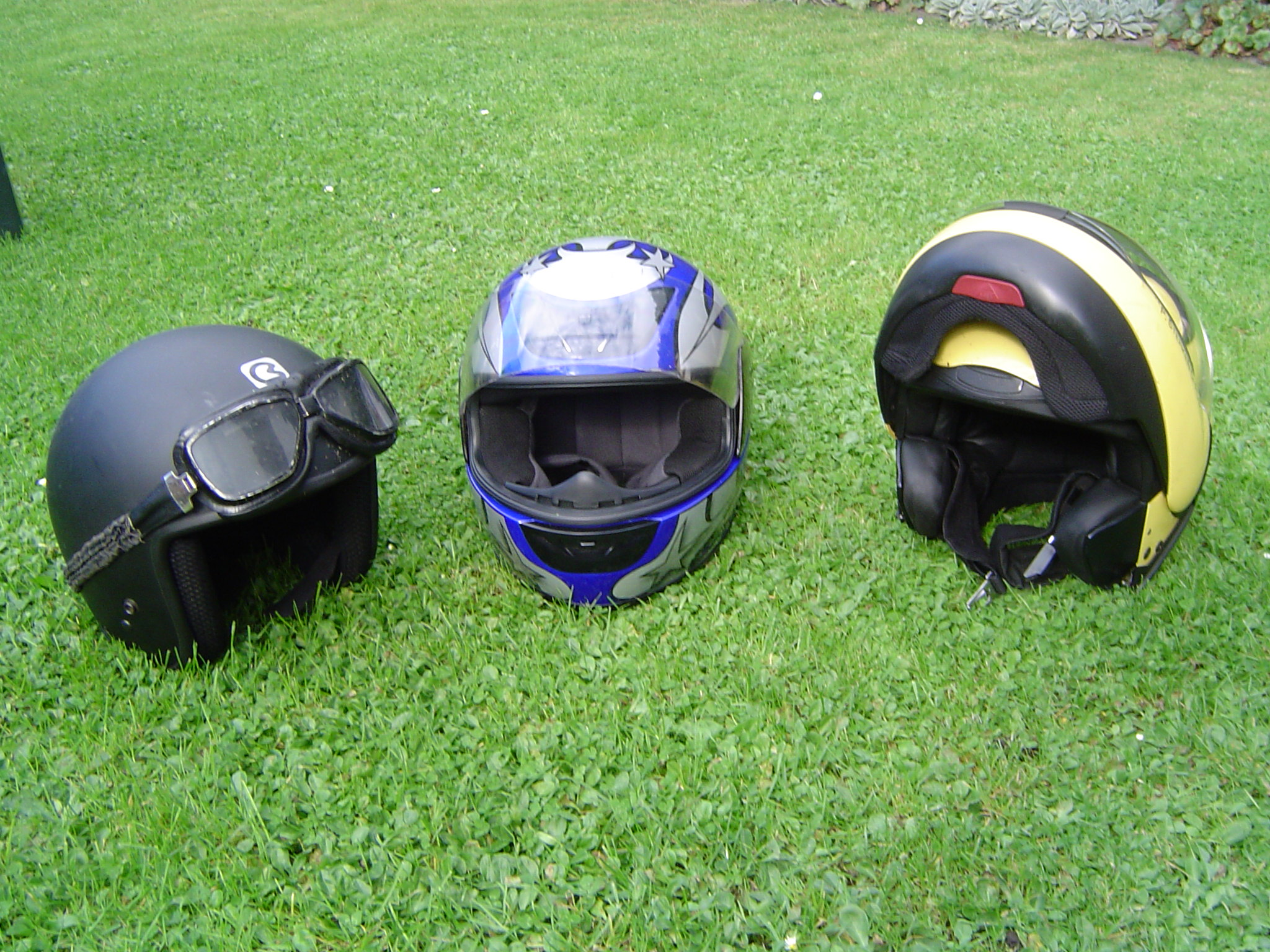
オートバイ用ヘルメット（左から順にオープンフェース形・フルフェース形・フリップアップ形）

形状による分類は、次の通りである。
ハーフ形
半球形、半キャップ、お椀形とも呼ばれる。気軽に被れ、価格が安いのが利点であるが、保護範囲が狭いのが欠点であり、特に側頭部への衝撃が致命傷になりやすい（耳の上方にあたる部分の頭蓋骨は比較的薄い）。耳を露出しているため、高速走行時には風切り音のノイズのせいで周囲の音が聞こえにくくなるという問題もある。
日本では排気量125ccまでのオートバイ用規格で製造されている。
スリークォーターズ形
ハーフ形よりも側頭部の保護範囲が耳を半分覆う程度まで広げられており、ハーフ形とオープンフェース形（ジェット形）の中間的形状であるところからセミジェット形とも呼ばれる。業務用オートバイでの使用が多い。シールドが装着できるものもあり、シールドがないと顔面から転倒するような場合には顔を傷つける恐れがある。ただしシールドがあっても顔面を保護できるが顎を損傷する恐れがある。
日本では排気量125ccまでのオートバイ用規格で製造されているものがほとんどである。
オープンフェース形
側頭部と後頭部のほぼ全てを覆うが顔面は露出しているタイプ。昔のジェット戦闘機の操縦士が装着していたヘルメットの形状からジェット形とも呼ばれる。上記二つと比べて安全性が高いほか、視野の広さ、開放感、利便性（顔を隠さないので、ヘルメットを被ったまま水を飲んだり会話できる）を損なわない。シールドが装着できるものもある。
日本ではほぼ全排気量のオートバイ用規格で製造されている。
フルフェース形
インテグラル形とも呼ばれる。オープンフェース形にチンガード（顎の部分の覆い）を付けたもの。視界を確保する部分以外は覆われることになる。より高い安全性（顔面から転倒するような場合）が最大の利点であり、また、風を巻き込みにくいため特に高速走行時の快適性に優れている。顔面や頭部への損傷は防ぐことができるが、頸部への負荷がかかりやすく脊髄損傷や呼吸困難などを引き起こす恐れもある。また、口元が覆われていることで気道確保等の救命措置を妨げることがあり、そのため、ヘルメットリムーバーと呼ばれる事故発生時にすぐにヘルメットを外せるような構造のものもある。スペインのヘルメットメーカーであるAPCシステムズからエアバッグ内蔵のヘルメットが開発されている。さらに頸部への負荷を軽減するためエアバッグジャケットやネックブレースシステムなどと組み合わせることで安全性は上がる。基本的に全排気量のオートバイ用規格で製造されている。SKULLYをはじめBikesystems、BMWなどがHUD内蔵のヘルメットを開発している。
また、上記各形状には以下の部分形状変更や機構が組み込まれている場合がある。
ベンチレーションシステム
フルフェース形やオープンフェース形では通気口が設けられているものがあり、そういったタイプでは見た目に反して走行中は涼しく快適になっている。最近は、女性向けにシールドにUVカットを施したり、サイドシールドの風の巻き込みを低減させたりして軽さを重視した構造のものもあり、ファミリー形と呼ばれている。
ハーフ形は一見涼しそうに見えるが、ベンチレーションシステムが無く、通気性がないために夏場は中が蒸れ、冬は露出部の多さで顔が凍えるように寒くなる。そういった点ではジェット形やフルフェース形よりも不快である。
オフロード向けの改良
オフロード専用に作られたフルフェース形はモトクロスをはじめとしたレース用として作られているため視界は悪い。そのため、シールドを外してゴーグルを着用することもある。最近はフルフェース形でありながらフェースガード部分をシールドごと開閉出来たり、帽体との分割・合体が自在な構造のものもあり、フリップアップ形（システム形）と呼ばれている。ノーラングループが製造しているクロスオーバー形は状況に応じてチンガードが着脱できたり、バイザーも交換できる。
オフロード走行ではフロントアップやアクセルターンなどボディアクションが大きく体力消費が大きいので、呼吸が少しでも行いやすいようにチンガードが前方に伸びている。また、自車や周囲の車両により泥が跳ね上げられる為、バイザーが取り付けられている。それでも多少なりゴーグルが汚れ視界が塞がるため、複数枚重ねた使い捨てフィルムや巻取り装置付きのフィルムを併用する場合もある

## 使用限度
ヘルメットは製造後時間が経つにつれ、シェルや衝撃吸収ライナーが劣化してくる。見た目での劣化状況は分かり辛いが、新品購入時よりも緩くなれば寿命の目安とされる。日本のヘルメットメーカー二社は北米市場で購入後五年、製造後七年の品質保証を付けて販売しているが、日本市場ではSGマークの表示有効期間 が乗車用ヘルメットでは使用開始後（購入後）三年となるため、期限内での交換を推奨している。
また、ヘルメットは衝撃に対して潰れることで頭部を保護しているため、一度でも強く衝撃を受けたものは外見上大きな損傷が見られなくても保護能力を失っており、交換が必要になるとされている。ただし、手で持った状態あるいはオートバイのシートからコンクリート面に落とした程度では「強い衝撃」には当たらないとされている。

## 装着義務

### 日本
日本では、道路交通法によって原動機付自転車または普通自動二輪車、大型自動二輪車と定義される乗り物で公道走行をするときは、ヘルメットを着用する義務が法規で定められている。サイドカーも同様。（非着用は1点加算、反則金なし）道路運送車両法で原動機付自転車に定義されるミニカーや、二輪の小型自動車または二輪の軽自動車として定義されるトライクの場合でも、道路交通法では普通自動車の扱いを受けるため着用義務はないが、安全のため極力着用すべきである。ただし二輪と同等の扱いを受ける内閣総理大臣が指定する三輪以上のものや特定二輪車に該当するものについては義務となっている。トライク登録のサイドカーについてはクラウザー・ドマニのようなものを除けば任意での着用となる。ミニカー登録の50cc未満の全地形対応車やトライク登録の排気量無制限の全地形対応車についても着用義務はない。
なお、産業競争力強化法による区域・期間を限定した特例措置に基づく特定電動車については上記の限りではない。（詳細は「原動機付自転車#電動の小型車両等に対する規制」を参照）
特定小型原動機付自転車（運転免許不要、ただし運転可能は16歳以上）のヘルメット着用は、努力義務となっている。
日本において最初に「乗車用ヘルメット」と呼ばれたものは、1952年（昭和27年）に公営競技のオートレース向けに供給された二輪車競技用のヘルメットとされる。
日本でのヘルメット装着義務は、
1965年（昭和40年）に高速道路でのヘルメット着用努力義務（罰則なし）が規定
1972年（昭和47年）には最高速度規制が40kmを超える道路でのヘルメット着用が義務化（罰則なし）
1975年（昭和50年）から罰則ありの義務化、政令指定都市区間で50cc超のオートバイのヘルメット着用が義務化
1978年（昭和53年）には全ての道路（ただし制限速度が30km/h以下の道路を除く）で50cc超のオートバイのヘルメット着用が義務化
1986年（昭和61年）には原動機付自転車を含む全てのオートバイに全ての道路（制限速度が30km/h以下の道路を含む）でのヘルメットの着用が義務化。
1990年（平成2年）には内閣総理大臣が指定する三輪以上のものに該当するトライクにヘルメットの着用が義務化。
2009年（平成21年）には特定二輪車に該当するトライクにヘルメットの着用が義務化。
義務化の背景には1960年代から70年代にかけてのオートバイ人口の増加や若年ライダーの事故増加によるものが大きい。

### 各国
アメリカ合衆国における法規は州によって異なる。2016年現在、アイオワ州、イリノイ州、ニューハンプシャー州などヘルメット着用の義務がない州は28州。テキサス州やフロリダ州などでは、若年者と初心者に限って着用が義務づけられる。着用が完全に義務化されているのはカリフォルニア州やニューヨーク州などである。
2012年以前のミシガン州では、オートバイ利用者全員にヘルメット着用を義務付ける州法が存在していたが、州議会議員がオートバイ愛好者の権利を主張し、廃案に追い込む例も見られた。
ベトナムではオートバイ事故の多発を受けて2007年ヘルメットの着用義務が開始され、負傷や死亡事故が減少した。

## 規格
ヘルメットの安全性は手に取っただけではわかりづらく、しかも安全性の欠如は生命の危険と直結するため、各種の規格が定められそれに従うことが求められている。

### 日本
日本において通用する規格として、JIS・SGまたはPSCなどがある。以前は規格ごとに細かな検査内容は異なっていたが、2010年以降はSG規格はJIS規格(T8133)を採用することになったため、安全性能に関する試験内容は同じ基準となった。表示や取扱説明書への記載などはSG規格が独自の規則を設けている。SG規格とPSCマークはセットで付与され、この規格がないと日本国内で流通させることができない。その他に、サーキットにおいての競技使用を認める規格を日本モーターサイクルスポーツ協会 (MFJ) が定めている。
日本の乗車用ヘルメットは消費生活用製品安全法により特定製品とされ、事業者が該当する検査を行い、国で定めた技術上の基準に適合した旨の表示であるPSCマーク（PSマーク）が無いと「乗車用ヘルメット」として販売及び陳列ができない。製造事業者および輸入事業者は、対象製品を自己確認（自社または適切な検査機関における検査）することが義務付けられており、その結果が技術基準に適合していれば当該検査記録の作成して保管することなど一定事項を満たした届け出をすればPSCマークが表示できる条件となり、日本国内で「乗車用ヘルメット」として販売及び陳列が可能となる。対象製品の検査の実施や当該検査記録の作成は製品安全協会でも行っており、その際にSGマーク制度の表示申請があれば、SGマーク対象製品となる。
MFJ規格
日本モーターサイクルスポーツ協会が制定した競技対応規格。ほぼJISまたはスネル規格（下記）どちらかの認定を受けているが競技用途によって規格が異なり、ロードレース用では耐貫通性がスネル規格準拠となっている。
JIS T8133（2007年改定版）における・1種（125cc以下限定）
125cc以下の二輪車限定で使用されることを想定して最低限の安全性確保を目的とした規格。過去の旧JIS・A種と比べ安全性が強化された。ハーフ形・スリークォーターズ形が該当。
JIS T8133（2007年改定版）における・2種（排気量無制限）
排気量にかかわらずすべての二輪車での使用を想定した規格。基本的に旧C種をベースとしつつ安全性の強化が図られた。一部、耐貫通性のテストで甘くなっている部分もあるが、今までのJIS規格の中で最も安全性が高いとされている。オープンフェース形・フルフェース形が該当。
旧JIS規格・A種
125cc以下の二輪車限定で使用が許されている規格。低速での安全性のみ確保されている。
旧JIS規格・B種
125cc超の二輪車に対応しており、最低限必要な安全性は満たしている。
旧JIS規格・C種
旧JIS規格の中では最も安全性が高いもの。
PSCマーク
日本国内で販売されている「乗車用ヘルメット」は必ずこの表示があり、消費生活用製品安全法が定める技術基準に適合していることを示す。この表示がないと他の規格の表示があっても「乗車用ヘルメット」として販売・陳列は認められない。上記JIS規格と同じく「125cc以下限定」と「排気量無制限」の二種類の基準があり、それぞれ旧JISのA種・B種相当であったが、2010年（平成22年）5月の改訂によりJIS2007の1種・2種相当の基準に引き上げられ、安全性が強化された。
SGマーク
製品安全協会の審査により基準に適合しているものと認めた製品に表示されるもの。規格内容自体はPSCと同等であるが、第三者機関による審査が義務付けられており（PSCはメーカー内の検査のみで足りる）、製品の欠陥により被害が発生したときのための対人賠償保険（1億円限度）が付帯される。SGマークは任意であるが、日本国内で流通するヘルメットの大半にPSCと並んでSGマークが表示されている。

#### 法的基準
日本におけるオートバイに使用する乗車用ヘルメットの法的基準は、道路交通法により以下の様に定められている。
道路交通法 第七十一条の四
1. 大型自動二輪車又は普通自動二輪車の運転者は、乗車用ヘルメットをかぶらないで大型自動二輪車若しくは普通自動二輪車を運転し、又は乗車用ヘルメットをかぶらない者を乗車させて大型自動二輪車若しくは普通自動二輪車を運転してはならない。
2. 原動機付自転車の運転者は、乗車用ヘルメットをかぶらないで原動機付自転車を運転してはならない。
（3〜5.省略）
6. 第1項及び第2項の乗車用ヘルメットの基準は、内閣府令で定める。
内閣府令（道路交通法施行規則第九条の五）乗車用ヘルメットの基準
1. 左右、上下の視野が十分とれること。
2. 風圧によりひさしが垂れて視野を妨げることのない構造であること。
3. 著しく聴力を損ねない構造であること。
4. 衝撃吸収性があり、かつ、帽体が耐貫通性を有すること。
5. 衝撃により容易に脱げないように固定できるあごひもを有すること。
6. 重量が二キログラム以下であること。
7. 体を傷つけるおそれがある構造でないこと。
この様に道交法においては、オートバイ用ヘルメットに対する一律の法的基準が定められており、この基準を満たしているものであれば、現行の規格などに関わらず、そのまま使用しても問題はない。
ただし、法とは別に規格は種別が分かれており（前述）、125cc以下限定のヘルメットは高速道路での走行を前提としない保護能力の低い規格であるため、事故発生時の危険性が高い。
シールド（風防・バイザー）はSG認定基準を満たしたものであれば、クリアー・スモーク・ミラータイプ、及びそれらが組み合わされたもの、いずれも使用可能。
公道走行時の乗車用として認められていないヘルメット、安全ヘルメットや乗車用に類似した外観や構造を有する装飾用ヘルメット・ファッションヘルメットなどは、罰則が適用される可能性がある罰則が適用されるほか、保護性能が満たされているか不明であり危険性が非常に高く

、また基準外の使用法となることから、保険など様々な面で十分な保護が受けられない可能性がある。

### 各国
世界各国には、それぞれ独自の規格が存在しており、
- EU・ECE R22-05
- イギリス・BSI 6658及びACU
- アメリカ及びカナダ・DOT FMVSS 218
- ブラジル・NBR 7471
- オーストラリア及びニュージーランド・AS/NZS 1698
- インドネシア・SNI
- ベトナム・TCVN 5756
- マレーシア・SIRIM QAS
- インド・IS 4151
- 韓国・KS
- 台湾・CNS

などがあり、ヘルメットメーカーはこれらの基準を満たさなくてはならない。このほか、民間規格としてSNELL（スネル規格）があり、世界各国で製品が販売されている。これはアメリカのスネル記念財団 による各種ヘルメットの安全規格で、オートバイ用の規格は1984年制定のM85以来、5年単位で更新されており、最新規格はM2025となっている。SNELL規格の試験はヘルメット規格の中でも厳格とされている。

### モータースポーツ用
バイクレース等で使用されるヘルメットは、従来はSNELL規格などの民間規格に準拠したものを使用することとされてきたが、国際モーターサイクリズム連盟（FIM）では2019年より「FIM・レーシング・ホモロゲーション・プログラム」として、FIM公認レースで使用できるヘルメットを独自に公認するようになり、2020年からはレースにおけるFIM公認ヘルメットの装着が義務化された。このためヘルメットメーカーも、レース用としてFIM公認を得たヘルメットの販売を開始しており、FIMでも公認ヘルメットの一覧を公開している。

### テスト方法
オートバイのヘルメットの安全性におけるテスト方法については各メーカーや規格によって共通部分と独自部分があり、以下は代表的なテストである。
衝撃吸収テスト
人体頭部模型（ダミーヘッド。以下、人頭模型）にヘルメットをかぶらせ、各規格で定められた高さから落とすことにより人頭模型へのダメージを検証するテスト。試験するヘルメットのサイズによって異なる人頭模型を使用する。事前に試験用ヘルメットを異なるコンディション(高温、低温、常温、浸水)にしておき、さまざまな環境を想定した試験を行う。規格によりヘルメットの落下高度やどこにダメージを与えるかが違う。
JIS規格では、全排気量対応ヘルメット(2腫)は同じ箇所を2回衝撃を与える。1回目は7.0m/s、2回目は5.0m/s
Snell M2010では7.75 m/s (27.9km/h) での衝突を行う。
耐貫通性テスト
突起物に対するヘルメットの強度を測るテスト。実際に重量物(ストライカー)をヘルメットに落として行う。路上には突起物が無数にあるためそれがヘルメットに当たった際にヘルメットを貫通してしまうようでは安全とはいえないことから行われる。
JIS規格では、高さ2mからストライカーを落下させる。MFJ規格では、高さ3m。ECE規格では耐貫通テストはない。
顎紐の強度テスト
転倒時や事故発生時に顎紐が伸びたり、切れたりすることでヘルメットが頭から外れてしまわないかを調べるテスト。顎紐に重量物を取り付けて規定の距離で落として顎紐の伸びた長さが規定値内に収まっているかを調べる。
ロールオフテスト
ヘルメットを脱がすような力を加え、ヘルメットが脱げないかを調べるテスト。固定した人頭模型にヘルメットをかぶせ、ヘルメットが脱げるような力を加えて調べる。
視野角、保護範囲テスト
人頭模型にヘルメットを装着させ、視野がしっかり確保されていること、また定められた頭部の保護範囲が正しくシェルと衝撃吸収ライナーで覆われていることを調べる。
チンバーテスト
ヘルメットの顎（チン・バー）部分の強度を測るテスト。転倒時に顎を打つライダーも多いため顔面を傷つける恐れがあることから顎部分に錘を落とすことで強度を調べる。ECE規格。

## 製造販売業者

### 日本
各項目はメーカー名称（株式会社などを除く）。社名と製品ブランド名が異なる場合は「○○○」で併記。
- アークス「AXS」
- アーク・ヒル「ArkHill」
- アクショントゥールズ「ZAP」
- アライヘルメット
- ウインズジャパン「WINS」
- オージーケーカブト「KABUTO」
- 岡田商事「AZ」「ZCOO」「CEPTOO」
- カスタムジャパン「モトボワットBB」
- 川村商店「KAR」
- ゴッドブリンク「GODBLINC」「ZEALOT」
- 真田嘉商店「MACH」
- ジーピーカンパニー「spoon JET」
- ジェーアンブル「RUMBLE」
- ジャムテックジャパン「72JAM」
- SHOEI
- スズキ「スコーピオン」シリーズ
- ダートフリーク「エースヘルメット」
- ダムトラックス「DAMMTRAX」「The Rolling Stones」
- 立花
- TNK工業「SPEEDPIT」
- ティーティー・アンドカンパニー「TT&CO」
- トイズマッコイ「BUCO」
- 南海部品「NANKAI」「ZEUS」
- 日新商会「HBN」
- ヒートグループ「HEAT GROUP」
- フリーライド
- プロジェクト・ケイ「GRITTER」
- ホンダアクセス「Rheos」「AmiMind」他
- マルシン工業「Marushin」「SAFIT」
- 山城「JUQUE」
- ライズインターナショナル「RIDEZ」
- リード工業「STRAX」「BARTON」「CROSS」他
- ワイズギア「ZENITH」「RPHA」

### 日本国外
各項目は五十音順。原則的にメーカー名、一部にブランド名を含む。
- IXS（ スイス）
- アイコンモータースポーツ（アメリカ）
- Airoh HELMET（ イタリア）
- アクマヘルメット（アメリカ）
- ASTONE（ 台湾）
- アンサーレーシング（アメリカ）
- ウベックス（ ドイツ）
- AXO Sport（ イタリア）
- AFX（ 台湾）
- エアロカンパニー
- AGV（ イタリア）
- APCシステムズ（ スペイン）
- XPEED（アメリカ）
- S.el.ev（ イタリア）
- SMKヘルメット（ インド）
- S.Y.K.オートパートインポート・エクスポート（ タイ）
- NZI（ スペイン）
- FMヘルメット（ イギリス）
- MSR（アメリカ）
- LS2（ スペイン）
- オズベ（ イタリア）
- オニール（アメリカ）
- カバーグヘルメット（ イタリア）
- 金泰公司（ 中国）
- クラフトヘルメット（ ベトナム）
- KBCヘルメット（アメリカ）
- KYT（ インドネシア）
- 高靖工業（ 中国）
- CMS（ ポルトガル）
- ジビ（ イタリア）
- シャークヘルメット（ フランス）
- Jiangyin Dafeima Automobile Technology（FASEED HELMETS）（ 中国）
- シューベルトヘルメット（ ドイツ）
- シンプソン・パフォーマンス・プロダクツ（アメリカ）
- Suomy（ イタリア）
- SCORPIONEXO（アメリカ）
- スティーロ（ イタリア）
- ダイネーゼ（ イタリア）
- ダビダ（ イギリス）
- ソアーモトクロス（アメリカ）
- トロイ・リー・デザイン（アメリカ）
- Nitrinos（ ロシア）
- NEXX（ ポルトガル）
- ノーランヘルメット（ イタリア）
- バンディット（ ドイツ）
- ハンミグローバル
- P.H.I.
- BMW（ ドイツ）
- BILTWELL（アメリカ）
- VCAN（アメリカ）
- ヴェマーヘルメット（アメリカ）
- フォックスレーシング（アメリカ）
- ベルスポーツ（アメリカ）
- フライレーシング（アメリカ）
- プレミアヘルメット（ イタリア）
- BOGOTTO（ ドイツ）
- ホンジンHJC（ 韓国）
- MAX HELMETS（ イタリア）
- McHAL HELMETS （アメリカ）
- モモ（ イタリア）
- ROOF（ フランス）
- Ruby helmets（ 中国）
- ロックハードヘルメット（アメリカ）
- ワン・インダストリーズ（アメリカ）

### かつて製造していたメーカー
各項目は五十音順。日本国内メーカーと日本国外メーカーを含む。
- エバーオーク
- カンゴール
- クノー工業
- クロムウェル
- 興和精機
- コミネオートセンター（現在販売中のKOMINEブランドヘルメットはFASEEDのOEM）
- ジロ
- スタジアム
- スパークス
- テイ・エス テック
- DIC
- 東和興実業
- NAVA
- BIEFFE